# Bundesstraße 252
Pour les articles homonymes, voir Route 252.
La Bundesstraße 252 est une Bundesstraße des Länder de Rhénanie-du-Nord-Westphalie et de Hesse.

## Trafic
La route est particulièrement intéressante comme raccourci pour les chauffeurs de camion qui souhaitent aller de la région de Westphalie Est-Lippe à Francfort-sur-le-Main. L'itinéraire est beaucoup plus court que la connexion par Cassel, qui mène à Francfort par les autoroutes A 44, A 7 et A 5. Pour cette raison, une interdiction de nuit pour les camions de plus de 12 tonnes est mise en place pour protéger les résidents jusqu'en 2006, qui est appliquée de 22 heures à 6 heures du matin. À partir de 2006, le tronçon Lahntal-Diemelstadt est généralement interdit pour le trafic de transit à partir de 12 t, le péage des camions étant souvent contourné par cette route. Depuis le 15 mars 2010, cette section fait l'objet d'une interdiction de conduire de nuit pour les camions de plus de 3,5 t.

## Rocades
Rhénanie-du-Nord-Westphalie
Les rocades de la B 252 en Rhénanie-du-Nord-Westphalie sont :
- Blomberg
- Schieder-Schwalenberg-Wöbbel
- Steinheim
- Nieheim
- Nieheim-Holzhausen
- Brakel
- Willebadessen-Niesen
- Willebadessen-Peckelsheim
- Warburg-Hohenwepel
- Warburg

Les quartiers de Brakel Rheder et Siddessen n'ont pas de rocades. Elles sont prévues par le Plan fédéral d'infrastructure de transport 2003. La Rhénanie-du-Nord-Westphalie ne l'a pas inscrite dans le Plan fédéral d'infrastructure de transport 2030, car en plus des risques élevés, on croit à un faible rapport coût-bénéfice.
Hesse
Les rocades de la B 252 en Hesse sont :
- Diemelstadt
- Bad Arolsen-Schmillinghausen
- Bad Arolsen
- Bad Arolsen-Mengeringhausen
- Korbach
- Frankenberg

Les quartiers de Twiste, Berndorf, Dorfitter, Herzhausen (Vöhl), Kirchlotheim, Bottendorf, Ernsthausen, Münchhausen, Simtshausen, Wetter, Niederwetter et Lahntal-Göttingen n'ont pas de rocades alors qu'elles ont fait l'objet de plans en 2011.
Début 2013, le Ministère fédéral des transports fournit les premiers fonds pour la construction d'un contournement pour les sites de Munchausen à Göttingen après des décennies de planification. À long terme, tous les passages locaux entre Marburg et Frankenberg devraient être évités, allégeant ainsi la charge de la population, mais assurant également une meilleure connexion avec le centre et le sud de la Hesse. Le projet est réalisé par Hessen Mobil et est en construction depuis le 9 juillet 2013 et devrait s'achever en 2024.
En mai 2018, Hessen Mobil annonce que l'achèvement du projet, qui était auparavant prévu pour 2021, est reporté de deux ans à la fin de 2023. Les raisons invoquées sont des révisions approfondies de la planification du drainage et des retards dus à l'érosion. La nouvelle transition vers 2024 est établie en 2019 avec la planification détaillée complexe dans la section sud.
Le prolongement vers le nord de la nouvelle route dans la municipalité de Burgwald doit contourner Ernsthausen et est classé comme une exigence urgente dans la loi fédérale de 2016 sur l'extension de la route, le contournement de Bottendorf avec d'autres droits d'aménagement.

## Source
- (de) Cet article est partiellement ou en totalité issu de l’article de Wikipédia en allemand intitulé « Bundesstraße 252 » (voir la liste des auteurs).

1. ↑  (de) « B252 Münchhausen-Lahntal: Bau der Ortsumgehung ein Jahr später fertig », Hessische/Niedersächsische Allgemeine,‎ 22 août 2019 (lire en ligne)